# Lucian Borcia
Lucian Borcia (n.14 mai/26 mai 1878, Sibiu) a fost secretar general  la Marea Adunare Națională de la Alba Iulia

## Biografie
Lucian Borcia a fost doctor în drept și avocat în Sibiu în anul 1903. Înainte de primul război mondial a fost membru al Consiliului Arhiepiscopesc orthodox român în Sibiu și membru al Consiliului orașului Sibiu.

## Activitate politică
A îndeplinit funcția de secretar al așa zisului club județean (Comitatens) din Sibiu. A fost secretar general la președinția  Consiliului Adunării Naționale de la Alba Iulia până la desființarea acestuia în anul 1920. De asemenea, Lucian Borcia a fost deputat în primul parlament al României întregite și senator în cele două parlamente national-țărăniste. După Primul Război Mondial a fost membru al corporațiunilor mitropolitane și arhiepiscopești din Sibiu și al Congresului Național Bisericesc din București. A mai făcut parte din Consiliul Municipiului Sibiu și Consiliului Județean.